# ディズニー ツイステッドワンダーランド
『ディズニー ツイステッドワンダーランド』（Disney: Twisted-Wonderland）は、f4samuraiが開発・運営し、アニプレックスより2020年3月18日から配信されているモバイルゲーム。略称はツイステ。異世界「ツイステッドワンダーランド」に召喚された、魔法を使えない主人公が学園「ナイトレイブンカレッジ」にてトラブルを解決していく。プレイヤーは男性キャラクターたちを育成して、物語を読み進めていく作りとなっている。
本作は2020年のネット流行語100にて、大賞の「鬼舞辻無惨」に次いで、第2位でpixiv賞を受賞した。また、Twitterが発表した2020年上半期のゲーム関連ツイートで『あつまれ どうぶつの森』、『Fate/Grand Order』、『ファイナルファンタジー』に次いで、本作は4位にランクインした。
本項では主にモバイルゲームでの話を扱い、その他についてはメディアミックス節にて記す。また、本項では一般用語と異なる意味で使われる用語が存在する。そのため、用語には本来の言葉へのリンクを貼り、独自の意味は適宜説明を補足する。

## ゲームシステム

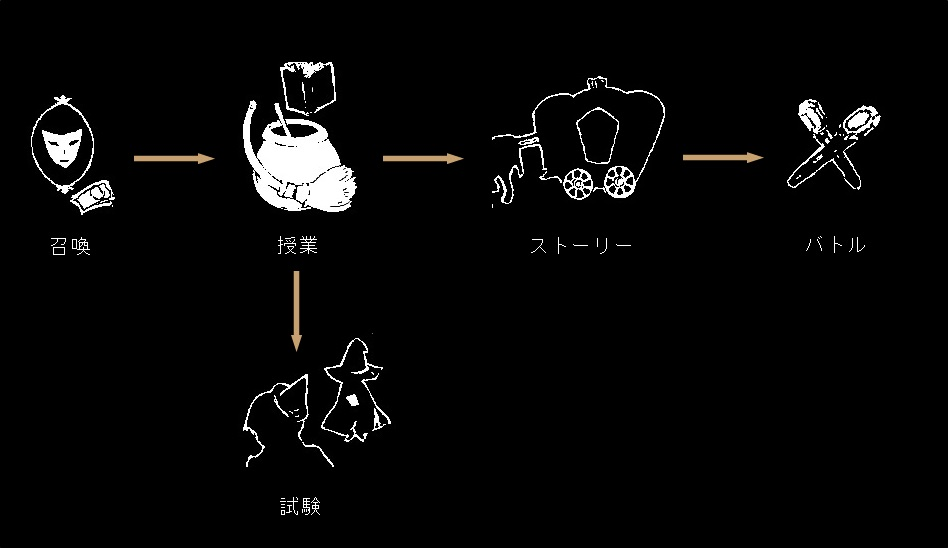
ゲームの進行。召喚によって入手したカードを授業で強化し、ストーリーを進めたり試験を受けたりする。

ゲームの基本的な流れとして、収集したカードで戦って、ゲームを進めていくこととなる。ゲーム開始時に任意のキャラクターのカードを1枚入手し、プロローグ終了後に追加でカードを10枚入手できる。それ以降は購入や召喚で、カードを入手できるようになる。カードはR、SR、SSRと3種類のレアリティがあり、入手難易度はレアリティの高さに応ずる。期間限定のイベントで入手できるカードを除き、1キャラクターあたり最大5種類のカードが存在する。
カードには成長を示すレベル（Lv）が設定されている項目が複数存在する。カードの体力と攻撃力に比例する「カードLv」、カードのキャラクターたちの物語が解放される「エピソードLv」、カードの持つ2つの魔法の威力に比例する「魔法Lv」が存在する。Lvは「限界突破」で上限を上げることができる。また、「グルーヴィー化」というカードの限界を上げることができる育成方法も存在する。授業を受けさせることで、プレイヤーランクの向上や、アイテムなどの入手が可能となっている。授業は自動進行に設定できる他、アイテムで効率化を図ることができる。授業を受けるにはAPが必要となり、これは時間経過とアイテムで回復する。授業には通常と日替わりの2種類が存在する。前者はカードEXPを溜めてカードLvを上げる「魔法史」とエピソードEXPを溜めてエピソードLvを上げる「飛行術」が該当する。後者はバディEXPを溜めて戦闘のカードの組み合わせでボーナスが得られるバディLvが上がる「錬金術」が該当する。授業は衣装の違う同一キャラクターが同時に受けることはできない。授業ごとに獲得できるアイテムも異なる。
学園生活が描かれる「メインストーリー」は「アドベンチャーパート」と「リズミックパート」、「バトルパート」に分けられる。アドベンチャーパートは読み進むことでクリアになるが、リズミックパートはリズムゲームのクリアが必要となり、バトルパートではターン制の魔法での戦闘で勝利する必要がある。アドベンチャーパートではキャラクターたちがLive2Dで動作し、フルボイスで会話が行われる。リズミックパートでは楽曲に合わせて画面上を流れるノーツを種類に合わせてタップする。バトルパートでは3種類のルールが存在し、勝利条件が異なる。バトルには4つの属性が存在し、無属性以外は三すくみとなっている。バトルではゲストキャラクターやフレンド、それ以外のプレイヤーのカードのうち1枚を選択してパーティに入れられる「サポートカード」が存在する。これらを活用して、プレイヤーはクリアを目指すこととなる。
ストーリークリア以外にも、「試験」にてバトルを行うことで報酬を獲得したり、ゲーム内のアイテムを購入できる「ショップ」などが存在する。また、指定された「ミッション」をクリアすることで、アイテムの獲得に繋がる。それ以外では、期間限定でイベントが開催されることもある。期間限定のイベントのうち、タイトルにちなんだストーリーでは物語を楽しんだり、「限定衣装」という特別な衣装のキャラクターのカードを入手したりすることができる。イベントによっては料理がテーマである「マスターシェフ」のように、ストーリー形式ではなく、材料を集めて作った成果物によって報酬を得るものも存在する。
本作は有償アイテムである「魔法石」を通じてアイテム課金を実施している。魔法石はガチャやショップで使用される。ガチャを実施した回数をガチャの種類ごとに100回蓄積することで、ソーシャルゲームにて「天井」と呼ばれる、排出率を無視してそのガチャでピックアップされたキャラクターを入手できる施策が取られている。

## ストーリー
主人公はナイトレイブンカレッジ（NRC）の学園長から保護を受ける代わりに、その命令を受けることとなる。本作の物語はディズニー・ヴィランズを題材としており、生徒はヴィランズの魂を持つ。物語を進めることで、プレイヤーは生徒のヴィランズらしさを見ることができる。
ツイステッドワンダーランドには超常現象を起こせる力として「魔法」が存在する。魔法は使える者と使えない者がツイステッドワンダーランドでは共存しており、魔法を使える者を総じて「魔法士」と呼ぶ。魔法の才能に優れた者たちは、育成機関である「魔法士養成学校」にて使用法を学ぶ。その強さは想像力の強さに左右され、効果を思い描く精度に応じて、正確性と強度が向上する。また、魔法には「ユニーク魔法」という、優秀な魔法士が使うことができる他者にはない魔法が存在する。ユニーク魔法には強力なものもあり、生徒たちの中にはユニーク魔法を使う者も存在するため、主人公は知恵や周囲の協力を得て困難を突破していく。
登場人物の中には「オーバーブロット」という術者の背後に化身が現れ、禍々しい風貌を持つ、闇落ちした状態に陥る者が登場する。オーバーブロットは、「ブロット」という魔法の使用で蓄積される廃棄物のような染みで、溜めすぎると魔法士に悪影響を及ぼすものが許容量を超えた状態で発現する。メインストーリーでは寮長たちがオーバーブロットを経験するが、メインストーリーを執筆した枢やなは、これについて正義が勝利する悪の物語にしたくなかったと説明している。そこで暴走により他者を排除する悪役と、悪役予備軍である生徒たちの都合の衝突を通じて、相互理解を深める物語となっている。
ゲーム中でストーリーは3種類に分類される。それぞれ本編のメインストーリー、キャラクターのエピソードを紹介する「パーソナルストーリー」、デフォルメされたキャラクターたちの会話である「おしゃべり」となっている。本項ではメインストーリーと、期間限定で公開されるイベントのストーリーを初回の開催日程順に記す。

### メインストーリー
プロローグ「Welcome to the Villains' world」
異世界からツイステッドワンダーランドに呼ばれた主人公は、既存の寮への適性を持たないため、雑用として組み込まれる。入学翌日、エースとグリムのケンカへの罰として、3人は窓掃除を言い渡される。エースはそれを放棄し、偶然逃げた先にいたデュースに捕縛される。次いで逃げ出したグリムを捕まえるためにデュースはエースを投げ、その際歴史的価値の高いシャンデリアを粉砕する。退学処分になりそうな4人は「ドワーフ鉱山」にて魔法石を採取して退学処分を免れようとするも、鉱山に顔のない怪物（声：左座翔丸）が出現する。顔のない怪物を退治して、エースとデュースは退学を免除される。そして協調性のない生徒をまとめる才能を学園長に認められた主人公は、監督生としてグリムと2人で一人の生徒としてNRCへの在籍を認められる。
1章「真紅の暴君」
ハーツラビュルに所属するエースは、ある晩空腹に耐えかね、寮の台所にあったタルトを盗み食いする。タルトは寮長リドルの好物で、罰としてエースはリドルのユニーク魔法を受ける。ユニーク魔法の解除には詫びに代わりのタルトが必要だとして、同じ寮の先輩であるトレイの協力を得て、代わりのタルトを用意する。一行は「なんでもない日」のパーティ当日にタルトを持参したが、タルトは寮内の規則に違反したとして廃棄されてしまう。その様子に憤慨するエースだったが、一行はトレイからリドルの背景を聞く。その上でエースはリドルの問題は、リドルが自身を止める友人を作れなかったことにあると指摘する。リドルは憤慨し寮生全員にユニーク魔法を使うが、魔法の使い過ぎでオーバーブロットしてしまう。紆余曲折の末、オーバーブロットを解除したリドルは、厳格過ぎた寮の法律の緩和を約束した。
2章「荒野の反逆者」
ツイステッドワンダーランドで著名な7対7で行われるスポーツ「マジカルシフト」こと「マジフト」の大会が、寮対抗で開催されることとなった。サバナクローは毎年優勝候補に挙がるものの、2年連続で初戦敗退と低迷していた。サバナクロー寮長のレオナは、2年生のラギーに指示して、各寮の有望選手を怪我で出場不可にする「怪我人続出事件」を引き起こす。学園長の指示の元、調査を進めた監督生たちは、ラギーのユニーク魔法が事件の原因だと判断する。リドルやハーツラビュルのケイト、ディアソムニアのリリアたちの協力の元、監督生たちは開催日に事件現場を押さえることに成功する。最大の敵であるディアソムニアのマレウスが無事だと知ったレオナは事態を放棄しようとするが、寮生に責められ、オーバーブロットを引き起こす。その後被害者の学園長への説得により、サバナクロー寮生も大会に参加できることとなり、無事に大会は開催された。
3章「深海の商人」
期末テストにて、オクタヴィネルの寮長アズールは他の生徒と契約し、テスト対策ノートを渡して上位50位以内に入れなければ生徒たちが奴隷になるという契約を結ぶ。期末テストは異常に高い平均点を叩き出したものの契約が守れない生徒が続出し、グリムやエース、デュースを含む生徒がアズールの奴隷となった。事態を解決すべく、監督生はアズールと、3日後の日没までに「珊瑚の海」にある「アトランティカ記念博物館」から写真を盗むことで生徒225名を解放する契約を結ぶ。オクタヴィネル生のリーチ兄弟の妨害を挟みつつ、レオナのユニーク魔法でアズールの契約書の束を砂に変えることに成功する。自身が地道に集めてきたものを一瞬で消し去られたことで、精神の限界を迎えたアズールはオーバーブロットを引き起こす。オーバーブロットから解放されたアズールは、自身のコンプレックスである過去を受け入れ、自身の幼少期の姿が残る写真を博物館へと戻すのだった。
4章「熱砂の策謀家」
ホリデーシーズンを迎えるNRCで、帰省先のない監督生とグリムは学園に残ることとなる。同時期にスカラビアの寮長カリムをNRCから追い出そうと目論む副寮長ジャミルは、ユニーク魔法でカリムを洗脳する。そして、マジフト大会と期末テストで成績が振るわなかったことを理由に、合宿と称してホリデー中寮生を寮に留める。学園に留まっていた監督生たちはジャミルに誘導され、カリムへの不満を貯めるスカラビアに監禁されるも脱出する。監督生たちの脱出先にたまたま残っていたアズールとリーチ兄弟は、スカラビアの事情に関心を持ち、スカラビアの合宿に参加してジャミルの謀略を暴く。開き直ったジャミルはカリムへの憎悪を爆発させてオーバーブロットする。オーバーブロットを経て、カリムはジャミルに改めて親友になることを提案し、ジャミルはそれを明確に断るのだった。
5章「美貌の圧制者」
新学期が始まり、監督生たちは2ヶ月後に開催される「全国魔法士養成学校総合文化祭」と、注目される「ボーカル＆ダンスチャンピオンシップ」（VDC）を知る。優勝賞金を狙い、一行はポムフィオーレ寮長のヴィルたちと共にダンスレッスンに参加することになる。ヴィルは同業でロイヤルソードアカデミー2年生のネージュに人気で負けることから嫉妬し、彼に勝つことを願って練習を重ねる。しかしVDC当日、技術を磨いた一行と異なり、ネージュは仲間たちと人々に親しみやすい演目を披露する。ヴィルは敗北を確信して、ユニーク魔法を掛けたリンゴジュースをネージュに飲ませようとして失敗する。悲観したヴィルはオーバーブロットしてメンバーを襲うも、ユニーク魔法を使いこなせるようになったデュースの反撃を受けて沈む。マレウスによって復元された舞台に満身創痍のメンバーは挑むが、1票差でネージュたちに敗北した。
6章「冥府の番人」
オーバーブロット経験者と文化祭の後に黒い石を口にして豹変したグリムが、武装した非政府組織「S.T.Y.X」の特別魔導警備班「カローン」に連れ去られる。ポムフィオーレ副寮長のルーク、ポムフィオーレ生のエペルと共に、監督生は所在不明の嘆きの島へルークのユニーク魔法で辿り着く。オーバーブロット経験者たちはイグニハイド寮長でS.T.Y.X所長代理のイデアの検査に協力した後、ひと時をゲームで過ごす。この時ヴィルの発言で自身にできることを尽くそうと考えたヒューマノイドのオルトは、イデアと共謀して新世界の創造を目指す。一行は計画の阻止とグリムとの再会を求め、「タルタロス」の「冥府」にて、イデアたちに世界の命運を賭けた戦いを挑む。オーバーブロットから解放されたイデアは、弟のオルトに自身の運命を諦めないよう諭される。そして心を獲得したヒューマノイドのオルトとイデアは、自分たちの兄弟関係を再確認するのだった。
7章「深淵の支配者」
3年生が次年度の研修に向け準備を進める中、リリアは自身の魔力の喪失を理由に退学を決意する。学園内の生徒、教師が招待された送別会の終り際に、リリアと離れたくないマレウスは会場に到着直後、オーバーブロットを引き起こす。マレウスのユニーク魔法によって、生徒、教師たちは眠りに包まれる。

### イベントストーリー
ハッピービーンズデー〜黄金の竪琴を奪還せよ！〜
『ミッキーと豆の木』をモチーフとした話。全校生徒が農民・怪物の2チームに分かれ、竪琴の争奪戦で勝敗を競うNRC伝統行事のスポーツ大会「ハッピービーンズデー」が開催される。怪物チームのアズールがサバナクロー生のジャックと組み、報酬の体力育成の成績加点を狙う中、監督生たちが属す農民チームでオクタヴィネル生のジェイドによる「竪琴奪還作戦」が展開される。30秒だけ身体を縮小させる薬を飲んだグリムと監督生が、コロシアムにて竪琴を入手しようとするも、最後は怪物チームの勝利に終わった。
フェアリーガラ〜春を呼ぶ妖精たちの祝祭〜
NRCの所有する魔法石が、春の祝祭「フェアリーガラ」を準備した「ものづくりの妖精」に盗まれ、学園の温度調節機能が制御不能となる。妖精は「妖精の郷」の女王専用のティアラに魔法石を飾り付ける。魔法石奪還のため、一行はメインイベントのファッションショーに潜入し、陽動の中ティアラをすり替える「ティアラも視線も独り占め大作戦」を実行する。途中、会場である植物園のスプリンクラーが動作して一行の正体が発覚するも、最終的には魔法石を取り返して学園を元に戻した。
ゴースト・マリッジ〜運命のプロポーズ〜
ゴーストの大群にNRCが占拠された。彼等の目的は、理想の王子様を探し求める亡国の姫の望みを叶えることだった。500年以上理想を求めて彷徨う姫イライザに、イデアが見初められてしまう。イデアを救うべく生徒たちは、除霊の効果を持つ「断絶の指輪」を渡そうと試みる。イライザの気を逸らすために生徒たちはイライザに求婚するも悉く失敗し、最後はイライザが自身の護衛への恋心を自覚して、イライザと護衛は結ばれる。
星に願いを〜Dance and Wishes〜
星に願いを届けた伝承に由来するツイステッドワンダーランドの伝統行事「星送り」が開催された。デュース、トレイ、イデアの3人は学園長から全校生徒から特殊な魔法石の「願い星」を集めて大樹に飾り、舞を披露する「スターゲイザー」に選ばれる。非協力的な生徒たちから願い星を集め、舞のリモート参加を訴えるイデアをデュースが交換条件で参加させるも、当日の天候不良で開催自体が危うくなる。イデアはオルトにスターゲイズ・ギアを装着させて雲上に星を飾り、星送りを達成した。
スケアリー・モンスターズ！〜SCREAMING HALLOWEEN〜
年に一度のハロウィンを盛り上げるべく準備が進められる中、ゴーストがグリムと撮影した写真が「マジカメ」で人気を博し、開催前にNRCのハロウィンが盛況となる。その一方で、マジカメに見栄えのいい写真を投稿するために、周囲に迷惑を掛ける客「マジカメモンスター」がNRCに来訪する。騒ぎとなったため、学園長が31日のパーティー中止を提言する。パーティー開催を目指し、生徒たちは悪戯でマジカメモンスターを追い出す。31日にはマジカメモンスターがいなくなり、無事にパーティーが開催された。
バルガスCAMP！〜スプリング・ハプニング〜
運動部所属の生徒たちは体育教師のバルガスにより、ドワーフ鉱山にて行われる、3日間のサバイバル「バルガスCAMP」に参加することとなる。課題が達成できれば報奨が得られ、達成できなければ廃部となる中、グリムと監督生は記録係として参加する。途中、ジャック、ラギー、オクタヴィネル生のフロイド、セベクと記録係を残して参加メンバーが消えてしまう。また、黒い影が現れ、対処すべく一行は作戦を練る。
ハッピービーンズデー〜竪琴無用の場外乱闘〜
ハッピービーンズデーにて、一行がチームメイトと奮闘する中、生徒たちのサイドストーリーが語られる。寮長と副寮長を分けてチームが作られる中、教師たちが予想した通り波乱が巻き起こされる。豆が当てられてもジャミルを追いかけ続けるフロイドなど、本来は厄払いから発展して体力育成を目的とした対決が、ルールを無視した乱闘状態に陥る。
熱砂の国のアリアーブ・ナーリヤ
熱砂の国での観光地で、カリムとジャミルが育った「絹の街」にて開催される「ヤーサミーナ河 花火大会」に監督生たちは招待される。屋台グルメの多い「ラクダバザール」にて、ジャミルの妹ナジュマが一行に加わり、「ザハブ市場」にて一行は土産を購入する。その後、花火の打ち上げのため、ジャミルは花火師に協力する。
スケアリー・モンスターズ〜Endless halloween night〜
NRCでのハロウィンが終了し、生徒たちは明日が来るものと就寝した。しかし、楽しかったハロウィンを続けたいディアソムニア寮長のマレウスと、ゴーストたちの仕業によって、全校生徒の3分の2が姿を消す。一行は学園自体の時間が止まった中「ハロウィーンを終わらせ隊」として、終わらない31日「エンドレス・ハロウィーン・ナイト」の原因を探るべく、闇の鏡を通じてゴーストの世界に入り込む。ゴーストに意識を乗っ取られて強襲してくる生徒たちを回収しつつ、かつて「輝きの間」と呼ばれた広間に集められた一行は、ネタ晴らしをされる。
豊作村のケルッカロト
豊作村出身のエペルは祖母マルヤの呼びかけに応じ、年に一度の村の祭典とソリレース大会「モルン山ケルッカロト」に出場するため、ジェイド、イデア、セベクたちと共に帰省する。欠場の村長に代わり一行のチーム「アップル・ランタンズ」は、練習中に遭遇したロイヤルソードアカデミーのドワーフ族に負けないように準備を進める。本番当日、レース開始直後からトラブルが続き、チームはコースをショートカットする逆転の一手を投じる。
ようこそ！ツムステッドワンダーランド
LINE:ディズニー ツムツムとのコラボイベント。ツイステッドワンダーランドに生徒たちに似た姿を持つ「ツム」が現れ、騒動を起こす。
ポートフェスト〜潮風のブラスビート〜
賢者の島の港にて開催される祭り「ポートフェスト」を盛り上げるべく、NRCの生徒たちが屋台を出店することとなる。このうちジャック、ラギー、ルーク、フロイドの4人は祭りの大役を任される。
フェアリーガラIF 〜妖精たちと魅る幻想の祝祭〜
NRCの所有する魔法石が、主催者である女王専用の杖に用いるために盗まれる。魔法石を取り戻すべく、一行はファッションショーに潜入し、ランウェイで杖をすり替える「ノーイリュージョン・ノーエボリューション大作戦」を実行する。計画の中心となるオルトには独創性が求められ、ショーの中でそれを開花させるも、途中一行が妖精でないことが発覚する。しかしショーの出来によって、一行は妖精たちに受け入れられた。
バルガスCAMP！〜ハプニング・リターンズ〜
運動部の合同合宿の数日後、文化部所属の生徒たちはバルガスにより講堂に集められる。生徒たちは3日間のサバイバル生活を送るバルガスCAMPの開催とその参加を決定される。
グロリアス･マスカレード〜紅蓮の花と救いの鐘〜
『ノートルダムの鐘』をモチーフとした「花の街」は、年に一度の祭りで賑わっていた。魔法士養成学校「ノーブルベルカレッジ」の生徒会長ロロ・フランム（声：神谷浩史）より、交流会に誘われた監督生たちは、花の街を訪れる。クロード・フロローがモチーフのロロは、過去に弟を失った経験から、すべての魔法士の魔力を失わせようと画策する。
夕焼けの草原のタマーシュナ・ムイナ
レオナの故郷「夕焼けの草原」の大都市「暁光の都」に一行は招待される。雨季の到来を願う祭事「タマーシュナ・ムイナ」の催し物「キャッチ・ザ・テイル」にレオナ、カリム、リリア、ヴィルの4人が参加することとなる。
薔薇の王国のホワイトラビット・フェス
デュースの故郷「薔薇の王国」の「時計の街」で、「ホワイトラビット・フェス」が開催された。久しぶりに参加を決めたデュースに誘われ、主人公とグリム、オルト、エペル、シルバーは時計の街を訪れる。
Lost in the Book with Stitch ～真夏の海と宇宙船～
サマーバケーションを控えたある日、主人公とグリム、エース、ジャックは、感想文の本を探すためにリドルと図書館にいた。そこに、紀行文を探していたアズールとフロイド、たまたま居合わせたリリアが合流するが、そこで奇妙な本を見つける。すると本が光り出し、気が付けば一行は南の島に来ていた。そこで一行は、謎の生き物「スティッチ」と遭遇する。
ステージ・イン・プレイフルランド ～踊る人形と幻の遊園地～
謎の人物、フェロー・オネスト（声：杉田智和）とギデルと出会い、幻の遊園地「プレイフルランド」のチケットを譲り受けた監督生たち。学校をさぼって遊園地で遊び惚ける一行だが、この遊園地にはとある秘密があった。
輝石の国のタピ・ルージュ
「美粧の街」で開催される国際映画祭に、映画のプロモーションの為に参加することが決まったヴィル。映画研究会の代役としてエース、アズール、ジャミルと監督生とグリムが付き人に決まった。一行は映画とファッションの街「美粧の街」を訪れる。
Lost in the Book with Tim Burton's The Nightmare Before Christmas ～始まりのハロウィン～
古本市に来ていた監督生たちは、奇妙な本を見つけるが、本から出た光に包まれる。気が付くと一行は森の中におり、そこで謎の少年スカリー・J・グレイブス（声：山口勝平）と出会う。その後、ハロウィンタウンへと迷い込んだ一行は、ジャック・スケリントンに頼まれ、三日後のハロウィンの手伝いをすることになる。
願いのランタン～自由への道のり～
ある朝、奇妙な力で図書館が封鎖され、リドル、デュース、ジャック、カリムの四人が閉じ込められた。カリムが見つけたランタンの模様から、「塔の姫」の伝承に関りがあると考えた一同は、伝承の再現を試みる。

## 登場キャラクター
期間限定のイベントでのみ登場するキャラクターは、イベントストーリーに説明を譲る。

## 音楽
オープニング主題歌「Piece of my world」はNight Ravensという男性11人組のユニットが歌唱した。Night Ravensは「劇団番町ボーイズ☆」の派生ダンスヴォーカルユニット「銀河団」と、元ボーイズグループ「TEAM ZENRYOKU」からなる。メインボーカルは木原瑠生が担当した。楽曲としては依頼内容により、ディズニーらしさではなく、アイドルらしさにヴィランらしい悪さを加えたものを意識した。歌唱ではレガートを特徴としており、Cメロから楽曲の持つ雰囲気が変わると、参加メンバーの森瞬太は述べている。
楽曲の制作は、BGMが主題歌に先んじて作られた。最初に作られたのは『ふしぎの国のアリス』や『マレフィセント』を参考にした、オープニング画面で聞けるメインテーマだった。全体で95曲程度作成しており、2020年時点で最初に渡された最終章までに必要な楽曲リストはすべて制作済みで、それ以降はイベントごとの楽曲を制作していると担当した尾澤は述べている。制作では曲ごとにイメージが説明され、寮やイベントに応じて参考とする楽曲を明示した依頼が入る。楽曲の多くが主にピアノやドラムを用いて制作されるが、電子的な音楽のイグニハイド寮などは、シンセサイザーを用いる。全体像をシンセサイザーを用いて固めてから、スタジオ収録では一部をドラム、ベース、ギター、オーボエ、フルート、サックス、弦楽器に差し替えて演奏、収録が行われる。コーラスでは尾澤の声が使用されている。楽曲全体として、暗くなり過ぎないことを意識して作曲されている他、キャラクターについては悪より悪戯っ子のような要素が意識されている。

## 開発
本作についてアニプレックスが枢に声を掛けたのは、2016年の春頃と枢は振り返っている。当時枢はキャラクター原案を依頼されたと認識していた。ゲームはこの時点でディズニー・ヴィランズがテーマであることのみが決定しており、具体案はほぼ何も決定していなかった。

### 企画
企画発足から数えた開発期間は約3年半で、このうち企画が決定するまでに時間が掛かったと枢は述べている。

## 反響
リリース時に、約150万人のプレイヤーが事前登録を行った。2020年9月に行われた、LINEリサーチによる10代の流行調査にて15-18歳の女性層で1位、19-22歳の女性層で3位を獲得した。2020年10月に行われた、クロス・マーケティングの「スマホアプリゲームの利用実態に関する調査」では、13-15歳と16-19歳の女性間での人気が見られた。本作と『地縛少年花子くん』が表紙を飾った2020年7月号の『PASH!』では、2回で合わせて25000部の増刷を実施した。本作が2020年5月から7月にかけてユーザー数を増加させた理由として、ゲームエイジ総研はユーザーに馴染み深い、ディズニー作品に基づいた世界観やキャラクターにあると述べている。原案、メインシナリオ、キャラクターデザインを担当した枢やなは、女性人気の高い漫画『黒執事』の作者で、プレイヤーの95パーセントが女性である本作においてファンの好みを理解したものができたとも述べている。
専修大学国際コミュニケーション学部教授の河野真太郎は週刊誌『文春オンライン』にて、本作について数点指摘している。資本主義の消費構造の中である以上、女性の消費者から金銭を搾取するのは2020年代のディズニーが押しているエンパワーメントと矛盾したものではないかと指摘している。

### 不具合
2020年7月には2度目の初期化バグと呼ばれる、画面に初期化を誘導する表示が現れ、それに従って操作するとゲーム自体の初期化に繋がる事象が報じられた。
2020年8月頃、本作はSNSにて金銭に関する不具合の報告が相次いで行われた。本件についてJCASTが運営に取材を申し込み、また、アニプレックスとf4samuraiへも連絡を実施したものの、返答は得られていない。

## メディアミックス

### 漫画
DISNEY TWISTED-WONDERLAND THE COMIC〜EPISODE of HEARTSLABYUL〜
EPISODE1『真紅の暴君』のコミカライズ。東京の高校生である円満雄剣が、剣道部の活動の帰りに馬車によってツイステッドワンダーランドに連れ去られる。
1. 2021年9月27日発売[106]、ISBN 978-4-7575-7496-0
2. 2022年3月18日発売[107]、ISBN 978-4-7575-7823-4
3. 2022年7月27日発売[108]、ISBN 978-4-7575-8047-3
4. 2022年12月27日発売[109]、ISBN 978-4-7575-8326-9

DISNEY TWISTED－WONDERLAND THE COMIC 〜EPISODE of SAVANACLAW〜
EPISODE2『荒野の反逆者』のコミカライズ。柔道部に所属する女子高生の比良坂悠河が、NRCに通うこととなる。
1. 2023年7月27日発売[110]、ISBN 978-4-7575-8705-2
2. 2024年7月26日発売[111]、ISBN 978-4-7575-9320-6

DISNEY TWISTED-WONDERLAND THE COMIC〜EPISODE of OCTAVINELLE〜
第3章『深海の商人』のコミカライズ。中華飯店の息子の三途宥太が、NRCで過ごすこととなる。
1. 2024年1月26日発売[112]、ISBN 978-4-7575-9022-9
2. 2024年8月27日発売[113]、ISBN 978-4-7575-9382-4

ツイステ4コマbyもち
ナイトレイブンカレッジの生徒たちの日常を、オリジナルストーリーで描く4コマ漫画。

### 小説
ディズニー ツイステッドワンダーランド THE NOVEL EPISODE1 真紅の暴君
EPISODE1『真紅の暴君』のノベライズ。喧嘩が苦手な高校生の黒木優也が、入学して間もなくツイステッドワンダーランドに連れ去られる。
- 2022年3月18日発売[114]、ISBN 978-4-7575-7767-1

ディズニー ツイステッドワンダーランド THE NOVEL EPISODE2 荒野の反逆者
EPISODE2『荒野の反逆者』のノベライズ。
- 2023年8月25日発売[115]、ISBN 978-4-7575-8750-2

### Webアニメ
2021年10月にはアニメ化計画が発表された。Disney+にて2025年10月よりシーズン1「エピソード オブ ハーツラビュル」が全世界独占配信予定。シーズン2「エピソード オブ サバナクロー」とシーズン3「エピソード オブ オクタヴィネル」も製作される。

### スタッフ（Webアニメ）
- 総監督・シリーズ構成 - 名取孝浩[117]
- 監督 - 片貝慎[117]
- メインライター - 加藤陽一[117]
- キャラクターデザイン - 中野花香[117]、佐藤茜[117]
- アニメーション制作 - ゆめ太カンパニー[117]、グラフィニカ[117]

### 玩具
携帯型育成玩具「たまごっち」シリーズとのコラボ商品として、NRCの各寮をイメージした携帯型育成玩具「ツイステっち」がバンダイから2021年に発売された。

### イベント
2022年3月7日から3月21日にかけて、松屋銀座イベントスクエアにて「ディズニー ツイステッドワンダーランド展 ヴィランズから生まれた世界」が開催された。